# Кьоджа
Кьо́джа (итал. Chioggia, вен. Cióxa, лат. Clodia Maior, Fossa Clodia) — коммуна в Италии, располагается в провинции Венеция из области Венеция. Расположен примерно в 25 км к югу от центра области Венеции. Кьоджа стоит на нескольких островах, которые соединены мостом с материком у курорта Соттомарина. Население составляет 51 336 человек (на 2004 год), плотность населения — 280 чел./км². Занимает площадь 185 км². Почтовый индекс — 30015. Телефонный код — 041.

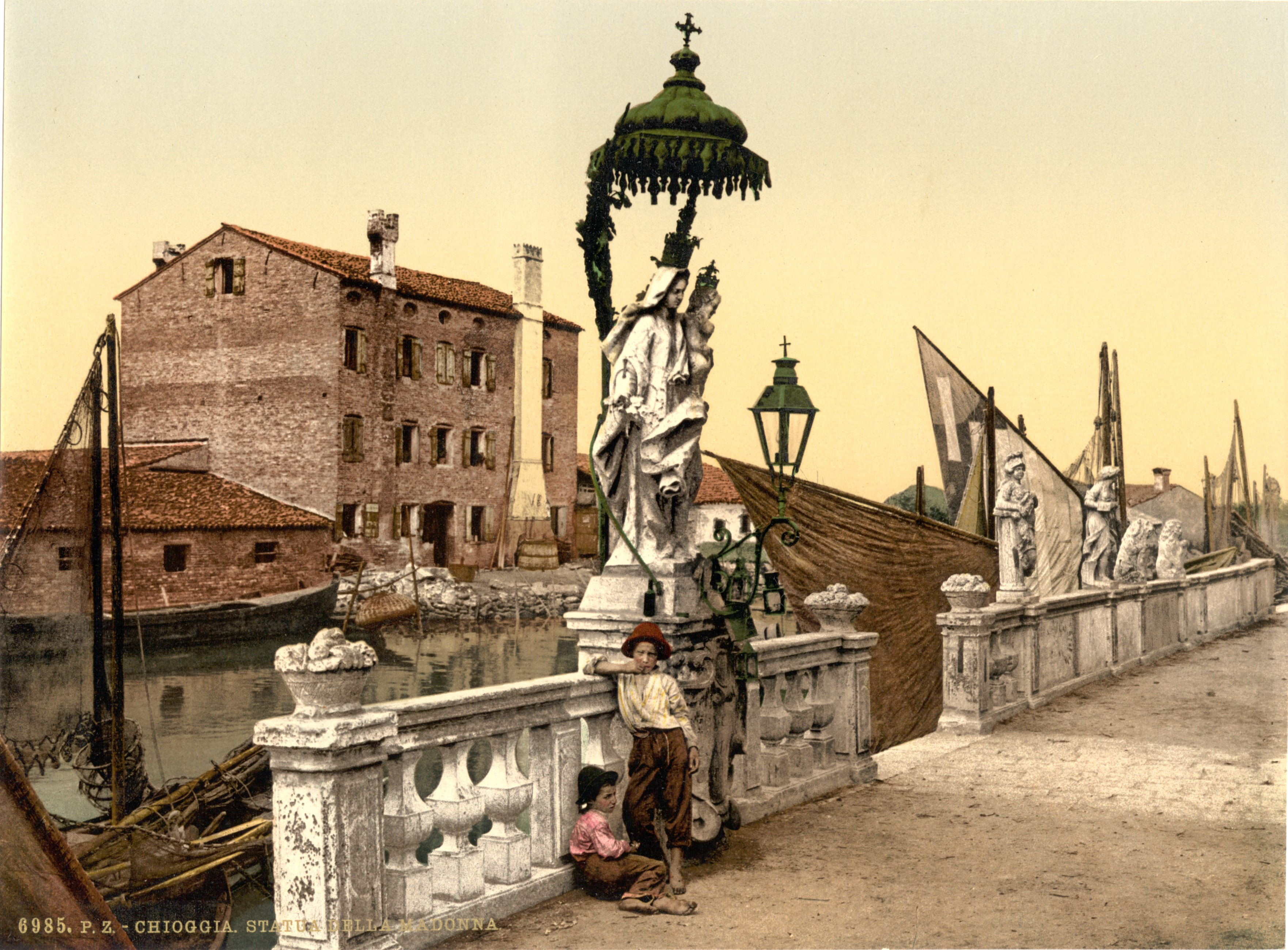
Кьоджа. Статуя Мадонны. 1890-е года

Покровителями коммуны считаются святые Феликс и Фортунат, празднование 11 июня.
Кьоджа существовала во времена Римской империи, но пала жертвой варварских нашествий. Название города часто менялось: Клодия, Клуза, Клуджа, Кьоцца и Кьоджа. Старинные документы, в которых упоминается Кьоджа, датируются VI веком нашей эры, когда она еще была частью Византийской империи. В IX веке Кьоджа была разрушена королем Италии Пиппином, но была восстановлена. В 1380 году завоёвана расширяющейся Венецией, хотя город оставался в значительной степени автономным.
Со времён Средневековья — один из крупнейший рыболовецких портов Италии, владение которым у Венеции оспаривала Генуя (см. война Кьоджи). В XVIII веке население Кьоджи уже превышало 40 тысяч жителей. Кьоджа была известна также изготовлением кружев. Гольдони поместил в ней действие пьесы «Кьоджинские перепалки», изобилующей кружевоплетением и рыбаками. Вот как характеризует Кьоджу П. П. Муратов:

Кьоджа, вторая столица Венецианской лагуны, первенствует среди этих поселений рыбаков и мореходов. Почти всё сообщение былой Венеции с югом Италии и с заморскими владениями Республики шло некогда через Кьоджу. В XVIII веке город кишел всеми теми, кто избегал иметь дело с венецианской полицией, но стремился быть поближе к Венеции. Сюда стекались контрабандисты, банкроты, шулера, ростовщики, шарлатаны и поставщики запрещённых удовольствий. Казанова не раз оказывался гостем лагунного городка и посетителем его странных притонов.

## Достопримечательности

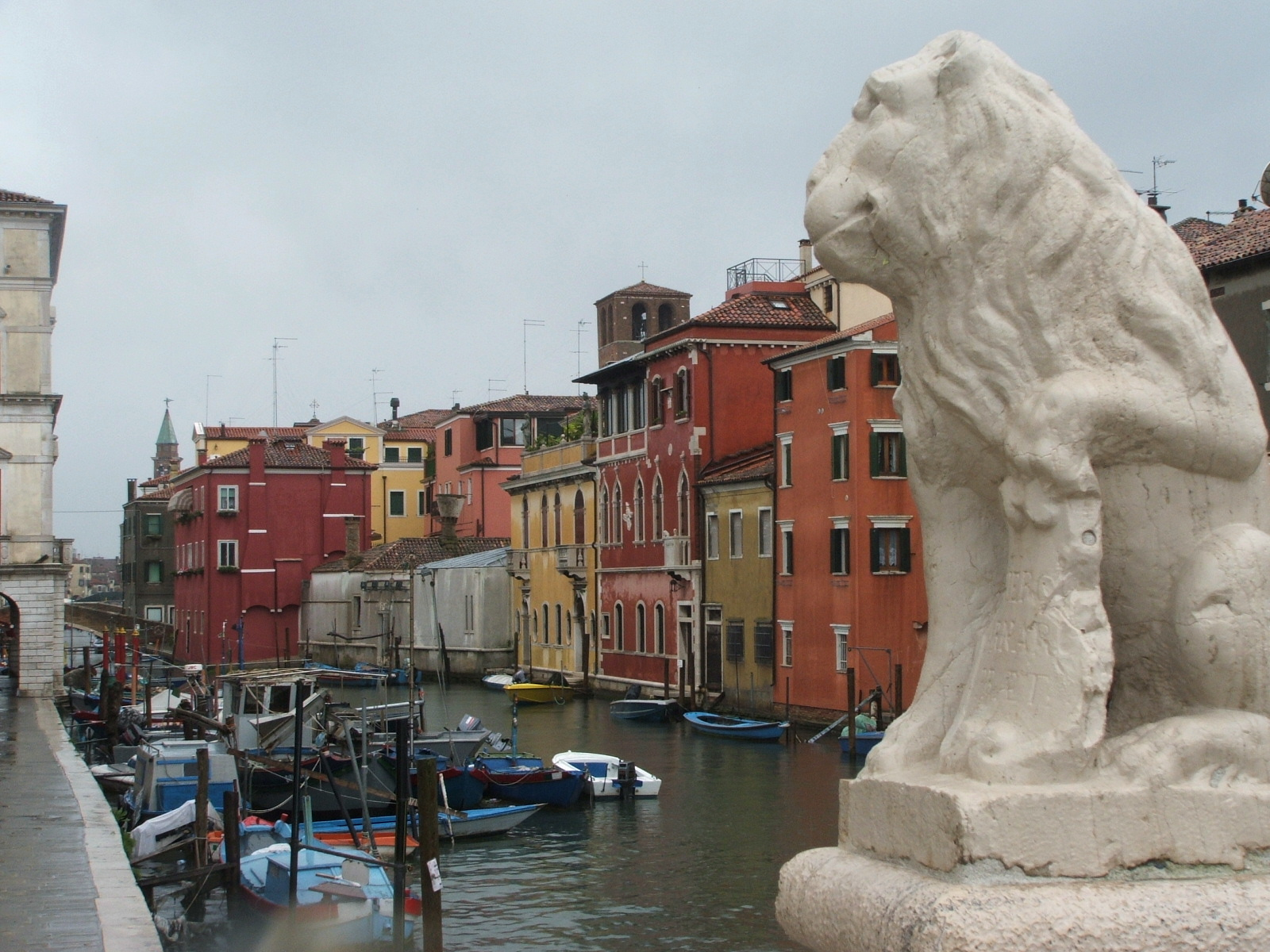
Один из каналов Кьоджи

Главным из местных каналов является Канал Вена. Из памятников старины в Кьодже сохранились: 
- романский собор Девы Марии XI века (перестроенный как собор Санта-Мария-Ассунта в середине XVII века)
- церкви Сан-Мартино и Сан-Доменико (обе XIV века).
- церковь Святого Андрея (XV-XVIII века) имеет колокольню XI-XII веков, одну из самых древних сторожевых башен с часами (XIV век) в мире. Внутри башни есть небольшой музей, а с вершины башни открывается отличный вид на лагуну[1].

## Города-побратимы
- Ламия, Греция (2007)
- Сен-Тропе, Франция (2008)